# Achiltibuie
Achiltibuie (schottisch-gälisch: Aichillidh Bhuidhe) ist ein Dorf in der Council Area Highland in Schottland. Der Ort liegt rund 16 Kilometer nördlich von Ullapool und südwestlich von Lochinver in der sehr dünn besiedelten Region Wester Ross, die zur ehemaligen Grafschaft Ross-shire gehörte. Die wesentlichen wirtschaftlichen Faktoren des Ortes sind die Schafzucht und der Tourismus.
2011 lebten in Achiltibuie 270 Personen. Das Dorf ist damit der größte Ort auf der Halbinsel Coigach. In der Umgebung liegen die Orte Polbain, Reiff, Brae of Achnahaird und Culnacraig. 
Der Ort liegt an der Bucht Badentarbat Bay, welche Teil des Minch ist, einer Meeresenge zwischen dem schottischen Festland und der Insel Lewis. In der Badentarbat Bay liegen die Summer Isles, die nur per Schiff zu erreichen sind und von denen lediglich eine Insel bewohnt ist.
In Deutschland hat der Ort durch die Kolumne Mail aus Achiltibuie von Reiner Luyken in der Wochenzeitung Die Zeit eine gewisse Bekanntheit erreicht. In Achiltibuie spielt außerdem Luykens Buch Schotten dicht.

## Besonderheiten
In Achiltibuie befindet sich das Hydroponicum, ein einzigartiges Gewächshaus, in dem Pflanzen ausschließlich als Hydrokulturen gezüchtet werden. Des Weiteren gibt es dort ein mit einem Michelin-Stern ausgezeichnetes Hotel, einige Bed-and-Breakfast-Unterkünfte und die von dem preisgekrönten Architekten Stuart Bagshaw entworfenen Brochs of Coigach. Außerdem wurde in Achiltibuie und Umgebung (zum Beispiel Old Dornie) im Oktober 2009 der Film Der Adler der neunten Legion gedreht.